# География Танзании

Карта Танзании

Государство Объединённая республика Танзания расположено на восточном побережье центральной Африки.

## География
Большая часть страны располагается на Восточно-Африканском плоскогорье. Территория Танзании захватывает часть крупнейших озёр Африки — озеро Виктория на севере (Танзании принадлежит и крупнейший остров Укереве), озеро Танганьика (которое часто называют двойником Байкала) на западе, и озеро Ньяса — на юге Танзании. Самые высокие горы Африки Килиманджаро (5895 м). Общая протяжённость сухопутных границ составляет 3 402 км, из них с Бурунди — 451 км, с Кенией — 769 км, Малави — 475 км, с Мозамбиком — 756 км, с Руандой — 217 км, с Угандой — 396 км и с Замбией — 338 км. По озеру Танганьика проходит граница с Демократической Республикой Конго протяжённостью 473 км.
Площадь Танзании: общая — 945 087 км². Береговая линия: 1424 км. Островные территории состоят из архипелага Занзибар (острова Занзибар или Унгуджа, Пемба, Мафия и др.)
Климат в Танзании экваториальный муссонный. В стране круглый год тепло: 26 градусов. На севере два сезона дождей (март — май и сентябрь — ноябрь), на юге — один (ноябрь — апрель).

## Флора и фауна

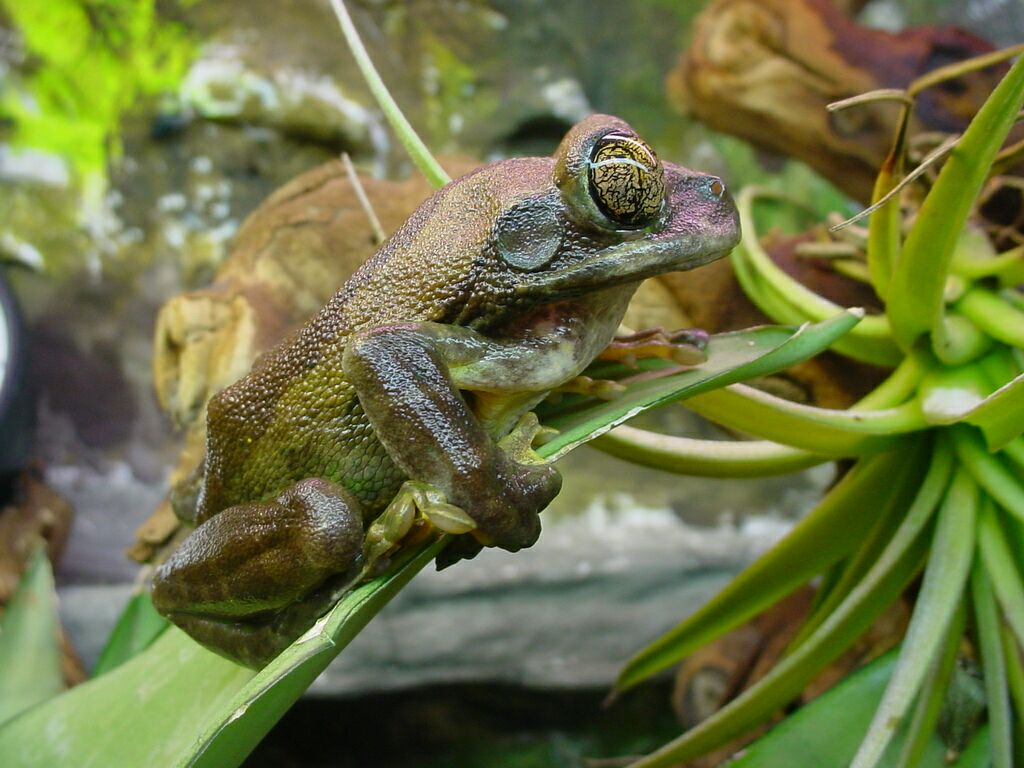
Танзанийская древесница — эндемик Танзании

Флора и фауна Танзании чрезвычайно богата. На территории страны сосредоточено 6 из 25 наиболее богатых видами очагов биоразнообразия в мире и насчитывается 1/3 всех африканских видов растений, а также 20% популяции крупных млекопитающих Африки; по разнообразию птиц она занимает 12-е место в мире.
Леса занимают около 55% территории (из них 93% приходится на редколесья).
Вдоль побережья местами — мангровые леса. Коралловые рифы занимают 11% территориальных вод страны.
Животный мир богат и разнообразен; 364 вида млекопитающих, 1169 – птиц, 178 — земноводных и 290 – пресмыкающихся. Многочисленны крупные растительноядные млекопитающие: слоны, чёрные носороги, бегемоты, буйволы, различные антилопы, зебры, жирафы; из хищников - львы, леопарды, гепарды, гиены, шакалы. Из обезьян наиболее характерны павианы (в горах на западе – шимпанзе). Много водоплавающих птиц. Встречаются крокодилы, змеи. Многие районы заражены мухой цеце.

## Охраняемые территории

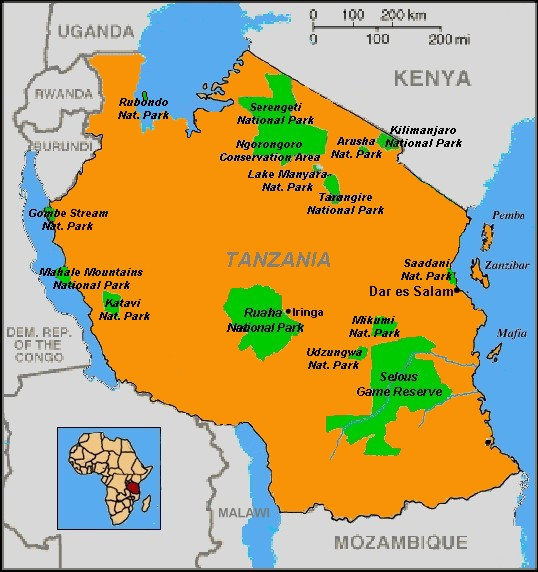
Парки Танзании

В Танзании находится 15 национальных парков, которые управляются службой национальных парков Танзании (англ. Tanzania National Parks Authority или TANAPA) с центром в городе Аруша. Согласно международным исследованиям служба является одной из самых продуктивных в Африке — в ней работает 1650 человек, которые обслуживают 15 действующих и один планируемый национальный парк (Саанане). Основной задачей службы является сохранение существующего биоразнообразия и богатого природного наследия страны. В системе национальных парков есть объекты всемирного наследия (4 объекта из 7 в Танзании) и биосферные резерваты (2 объекта из 3 в стране) ЮНЕСКО.
На севере страны в центре действуют национальные парки Аруша, Килиманджаро, Мкомази, Лейк-Маньяра, Нгоронгоро, Рубондо-Айленд, Серенгети, Тарангире, Парк Аруша находится в непосредственной близости от города Аруша — северного центра сафари в стране. Недавно парк был расширен за счёт лесного заповедника Маунт-Меру. Парк Килиманджаро, который также недавно получил дополнительную площадь призван охранять самую высокую точку Африки. Лейк-Маньяра включает в себя озеро Маньяра, расположенное вдоль рифтовой стены. Парк Мкомази, расположенный на границе с Кенией, — самый молодой парк страны, образован в 2008 году. Остров Рубондо в юго-западной части озера Виктория стал домом для национального парка Рубондо-Айленд. Парк Серенгети включает в себя кратер Нгоронгоро. В будущем планируется увеличение площади парка. Национальный парк Тарангире расположен на одноимённой реке.
На северо-востоке страны на побережье Индийского океана между городами Танга и Дар-эс-Салам расположился парк Саадани. На востоке в горах Удзунгва находится парк Удзунгва-Маунтинс. На северном побережье озера Танганьика в западной части страны расположен национальный парк Гомбе-Стрим. На берегу озера в горах Махали расположен также парк Махали-Маунтинс. В центре страны находится парк Руаха. После недавнего увеличения размеров парк стал самым крупным в Танзании. На юго-западе страны у озера Руква в конце рифтовой долины находится парк Катави. На юге страны находится парк Китуло, известный также как Сад Богов. В настоящее время рассматривается вопрос об увеличении площади парка за счёт лесов горы Рунгве. На юго-востоке расположены заповедник Селус и парк Микуми.
|  |